# Boarmia detrita
Boarmia detrita là một loài bướm đêm trong họ Geometridae.